# Paradiarsia obscura
Paradiarsia obscura là một loài bướm đêm trong họ Noctuidae.